# Tarphius monstrosus
Tarphius monstrosus es una especie de escarabajo del género Tarphius. Ha sido reportada únicamente en el archipiélago de Canarias, en España.

## Descripción
Es un insecto con un tamaño de 5-5,6 mm de longitud. Cuenta con unos élitros convexos en forma de tejado además de gránulos y setas obtusas. Presenta una serie de nódulos diminutos pero sobresalientes, el pronoto es casi el doble de ancho que largo. Cuenta con antenas, es de color oscuro, generalmente marrón, aunque puede variar a grisáceo o negro y con pelaje diminuto amarillento o naranja a lo largo del cuerpo.